# Valeriu Carp
Valeriu Carp (n. 27 noiembrie 1897, Iași, județul Iași – d. 11 iulie 1944, Pașcani)  a fost unul dintre ofițerii Armatei României din Al Doilea Război Mondial.
S-a remarcat, atât ca urmare a unei inițiative de a opri retragerea propriului batalion spre Putna în fața înaintării trupelor Armatei Roșii, după ultimatumul sovietic dat României în 1940, cât și ca girant al acțiunilor trupelor sale în Bucovina de Nord în anii 1940 și 1941, de participare la pogromuri împotriva etnicilor evrei și de ucidere a unor alți civili.
În prezent, este recomandat memoriei colective în calitate de criminal de război fascist.

## Primii ani
S-a născut ca fiu al protopopului Gheorghe Carp și al soției sale Maria. A avut mai mulți frați, Mihai Carp, profesor de română la Iași, Corneliu,devenit general, Constantin, (tatăl jurnalistului Mircea Carp) devenit locotenent colonel de cavalerie, Alexandru, avocat și Bogdan, cel mai mic, mort de tânăr. Una din surori, Elena, a fost soția lui Garabet Ibrăileanu . 
A domiciliat în Fălticeni. A avut două fiice, fiind căsătorit cu Margareta Coller.

## Carieră
Valeriu Carp a fost ofițer de carieră, absolvent, în 1933, al Școlii Superioare de Război.
În Al Doilea Război Mondial a luptat atât la Cotul Donului cât și în luptele de apărare ale Iașiului, căzând pe câmpul de luptă în vara lui 1944, la Pașcani. având gradul de locotenent colonel.

### Acoperirea gurii Putnei la Vicovu de Sus
Maiorul Valeriu Carp s-a remarcat în plan militar individual în timpul evacuării trupelor române din Bucovina după ultimatumul sovietic din anul 1940, când în calitate de comandant al Batalionului 3 din Regimentul 16 Infanterie al Diviziei 7 Infanterie, a asigurat acoperirea zonei Gurii Putnei la nord de localitatea Vicovu de Sus. În contextul respectiv, Carp a luat inițiativa de a opri retragerea subunității sale, cu scopul de a se opune pe viitor unei înaintări suplimentare a trupelor sovietice, care, se apropiau de linia de demarcație impusă Regatului României. Acțiunea sa a contribuit la menținerea teritoriul aflat la sud de râul Suceava, în interiorul noiilor granițe ale statului român.

## Participarea la pogromuri
După umilința colectivă suferită de români în iunie-iulie 1940, presupusa trădare evreiască a determinat aplicarea unor sancțiuni „purificatoare”. Fiind simpatizant al Mișcării Legionare, frustrarea apărută în contextul umilirii naționale asociate cedării Basarabiei și Bucovinei de Nord a răbufnit împotriva evreilor, astfel că Valeriu Carp a fost implicat în mai multe masacre împotriva acestora, în 1940 și 1941. Respectivele masacre au fost comise cu o cruzime neobișnuită.
În general actele grave de violență făcute de către unitățile românești aflate în curs de retragere, în 1940, au avut drept pretext eliminarea pericolului bolșevic, singurul cu substrat politic fiind incidentul din 30 iunie 1940 de la Ciudei, în care o parte din cei care au dorit să participe la sărbătorirea sosirii trupelor sovietice au fost asasinați.

### Retragerea din Bucovina
Sub pretextul atitudinii vexatorii cu care unii membri ai populației „alogene” ar fi întâmpinat retragerea trupelor române, dar și în cel al transformării populației evreiești de către autorități în „paratrăznet politic” care să canalizeze valului nemulțumirii populare către respectiva minoritate, maiorul Carp în perioada în care se afla în retragere a dispus la Ciudin și Zaharești, să fie omorâți mai mulți evrei de către unii dintre militarii Regimentului 16 Infanterie. Aceasta s-a întâmplat la Ciudei în 30 iunie 1940 și la Zaharești la 1 iulie 1940 Respectivele acte, făcute de soldații regimentului aflat în retragere spre garnizoana sa din Fălticeni, au fost ulterior etichetate drept crime.
Cifra celor uciși la Ciudei variază, de la patru la opt victime. Conform lui Radu Ioanid, incidentul în care au murit opt evrei ar fi fost un act de răzbunare împotriva acelor câțiva care, în calitate de lideri ai organizației comuniste locale, se angajaseră în participarea la o delegație care să-i întâmpine pe sovietici, pentru a le ura bun venit trupelor acestora. Patru dintre cei opt, considerați vinovați, au fost măcelăriți cu baionetele, iar una dintre victime a fost chiar dezmembrată. Celelalte trei victime au fost reprezentate de soția, fiica și nepotul unuia dintre bărbații învinuiți.
În cartea reportaj Refugiații – scrisă de bucovineanul Vasile Țigănescu în 1940 și localizată temporal în perioada de șase zile succesivă ultimatumului sovietic din iunie 1940, carte care a redat impactul catastrofal al acestuia asupra orașului Storojineț și asupra populației ținutului până la Vicovu de Sus, martor ocular al evenimentelor din zonă și în același timp scriitor, Vasile Țigănescu a afirmat însă că i s-a povestit chiar în acele zile că cei 4 evrei împușcați de către Carp la Ciudei, veniseră ca delegați pentru a invita trupele române, afară din localitate. În derularea evenimentelor, sovieticii ar fi dezgropat ulterior morții mutilându-i, pentru ca ulterior să-i fotografieze astfel mutilați. Cei patru ar fi fost apoi, reînmormîntați în mod ceremonios. Tot Țigănescu a afirmat în cartea sa, faptul că l-a întâlnit pe maiorul Carp la Ciudei. Conform analizei din anul 2006 a profesorului Vasile Precop, nimic din carte nu este inventat, ci fotografiat și înregistrat în cuvinte
Tot conform lui Radu Ioanid, la 1 iulie 1940 la Zaharești, soldații lui Carp au strâns 36 de evrei pe care i-au împușcat la margine unei gropi comune, după ce i-au torturat. Peste cadavrele evreilor a fost aruncat cadavrul unui cal. Dintre cele 36 de victime doar una a fost din Zaharești, restul fiind strânse din localitățile învecinate, printre care s-au aflat Vorniceni, Ilișești, Vicov și Bănila. Însuși maiorul Valeriu Carp a operat o mitralieră în timpul execuțiilor, aducându-și propria fiică să asiste la spectacol, pentru „amuzament”. Doi soldați evrei au fost obligați să facă parte din plutonul de execuție și însuși Carp i-ar fi cerut fiicei sale să împuște cu mâna ei, pe una dintre victime.
În ianuarie 1941, cadavrele celor uciși la Zaharești au fost exhumate și reînmormântate în cimitirul din Suceava. Există neclarități legate de acest episod, oameni din partea locului, contemporani cu evenimentele afirmând că, deși printre cei uciși nu s-au aflat femei, totuși la deshumare s-au identificat cadavre de sex feminin.
Un monument din piatră și marmură a fost ridicat în anul 2019 la locul evenimentului din Zaharești, pentru a comemora memoria evreilor asasinați în județul Suceava în anul 1940.

### Masacrul de la Ciudei
După trecerea la ofensivă în anul 1941 împotriva trupelor sovietice, soldații lui Carp au revenit în Bucovina pe același traseu, una dintre primele localități ocupate fiind Ciudei.
La 3 iulie 1941 trupele aceluiași regiment, aflat în continuare sub comanda lui Valeriu Carp, au ocupat din nou satul Ciudei, după retragerea lor din fața trupelor sovietice. Între timp, alte zeci de evrei le căzuseră victime. De această dată însă, în mod fatal, a urmat un masacru care a durat câteva ore, în timpul căruia i-au căzut victime între 450 și 572 de etnici evrei din zonă. În ajutorul soldaților călăi au venit și țărani din partea locului.
Este de menționat ca tot la comanda lui Carp, militari ai regimentului au executat și alte persoane civile la Ciudei, Crasna și Marginea, doi dintre subordonații lui Carp cu funcții de comandă, implicați în uciderea civililor și în masacrarea evreilor, fiind unul fost legionar și celălalt fost membru al organizației de tineret a Mișcării Legionare.